# فار كراي 2
الصرخة البعيدة 2 (بالإنجليزية: Far Cry 2)‏ هي لعبة فيديو صدرت في 2008. وهي متوفرة على أجهزة إكس بوكس 360 وبلاي ستيشن 3 وويندوز . اللعبة من تطوير يوبي سوفت مونتريال وهي من نشر يوبي سوفت. صممت اللعبة باستخدام محرك دنيا.

## روابط خارجية
- فار كراي 2 على موقع IMDb (الإنجليزية)